# Porieckoje
Porieckoje (ros. Порецкое, czuwas. Пăрачкав) – wieś (ros. село, trb. sieło) w należącej do Rosji autonomicznej republice Czuwaszji.
Miejscowość liczy 6,7 tys. mieszkańców (1999 r.), z czego ok. 90% stanowią Rosjanie.
Porieckoje jest ośrodkiem administracyjnym rejonu porieckiego i największym ośrodkiem osadniczym w rejonie oraz jego centrum kulturalnym. Znajdują się tu m.in. dwie biblioteki, pałac kultury, kilka szkół (w tym dwie średnie), muzeum historyczno-krajoznawcze, cerkiew itd.
Istnieje drobny przemysł.
We wsi ukazuje się rosyjskojęzyczna gazeta lokalna "Порецкие вести" ("Porieckie wieści").